# Comité politique de libération nationale
Le Comité politique de libération nationale, en grec moderne : Πολιτική Επιτροπή Εθνικής Απελευθέρωσης / Politikí Epitropí Ethnikís Apelefthérosis (PEEA), également appelé Gouvernement de montagne,  en grec moderne : Κυβέρνηση του Βουνού / Kyvérnisi tou Vounoú, est un gouvernement dominé par le Parti communiste de Grèce en opposition à la fois au gouvernement collaborationniste contrôlé par l'Allemagne à Athènes et au gouvernement royal en exil au Caire. Il est formé à Víniani, le 10 mars 1944. En mai 1944 il est intégré au gouvernement grec en exil dans un gouvernement d'union nationale lors de la Conférence du Liban.